# Hans Nielsen Hauge
Hans Nielsen Hauge, född 3 april 1771 på gården Hauge i Tune socken i Smaalenenes amt, död 29 mars 1824 på en gård i Akers socken nära Kristiania, var en norsk lekmannapredikant och vandrarpredikant, far till Andreas Hauge, farfar till Hans Nilsen Hauge.
1796 fick Hauge sitt andliga genombrott en dag under arbetet på åkern, då han sjöng "Jesus din ljuva förening att smaka" medan han plöjde. Hauge började samma år, inspirerad av Johann Arndts Sanna Kristendom, uppträda som botpredikant i sin hembygd och utsträckte småningom sin verksamhet till, snart sagt, varje vrå av Norge och även till Danmark. Samtidigt utgav han en serie av religiösa uppbyggelseskrifter, som med begärlighet lästes av allmogen.
Hauge hade betydelse för det norska folket även därigenom, att han, som själv var en driftig handelsman och industriidkare, på sina resor gav impulser till förbättringars vidtagande i jordbruk och fiske, till upprättande av fabriker och skeppsbyggerier m. m. Icke dess mindre blev han en gång fängslad ock dömd för lösdriveri, varför han 1801 sökte och fick burskap som köpman i Bergen. Han upphörde emellertid icke med sina resor. 1803-04 lär han ha färdats över 7 000 km, varav största delen till fots.
Redan från sitt första uppträdande var Hauge en nagel i ögat på prästerskapet. På dess föranstaltande blev han 1796-1804 tio gånger arresterad, fastän man, emedan han ej kunde överbevisas om något lagbrott, för varje gång nödgades åter frige honom. I den stora allmänhetens ögon var i synnerhet den industriella verksamhet, som Hauge och hans vänner drev, föremål för misstanke.
I oktober 1804 blev han slutligen fängslad och tilltalad för att ha överträtt kung Kristian VI:s konventikelplakat av 13 januari 1741. En kommission bildades för att undersöka frågan och dess arbeten räckte i hela tio år. Därunder blev Hauges förmögenhet skövlad, hans skrifter efterspanades och konfiskerades, och han själv hölls i strängt fängelse, en tid till och med inspärrad.
Först då hans hälsa var bruten, blev han, 1811, frigiven mot borgen, och några år därefter dömdes han för överträdelse av konventikelplakatet och för invektiver mot prästerskapet till två års straffarbete, men överkriminalrätten ändrade domen till böter (1 000 rdr) och ersättning av rättegångskostnaderna.
Hauge författade ett stort antal skrifter, av vilka de flesta kom ut i många upplagor: Betragtning over verdens dårlighed (1796), Om Guds visdom (samma år), De enfoldiges lære og afmægtiges styrke (1798), Den kristelige lære (1800), Kristendommens lærdomsgrunde (samma år), Forklaring over loven og evangelium (1804). Beskrivelse over Hans Nielsen Hauges reiser (1816), Om religiøse følelser og deres værd (1817), Betragtninger over enkelte fest- og helligdages texter (1820), H. N. Hauges testament til sine venner (1824).
Skönlitterärt har Hauge behandlats av bland andra Laura Kieler i novellen En oppositionsmand (1886) och av J.B. Bull i romanen Hans Nielsen Hauge (1908). Filmen Hans Nielsen Hauge (1961) bygger också på hans liv och verk.
Hauge står teologiskt sett i radikalpietismens tradition, genom sina separatistiska tendenser och sin starka betoning på helgelsen.